# Wavy The Creator
Jennifer Ejoke, profesionálně známá jako Wavy The Creator (1. června 1996, Lagos), je umělkyně, fotografka, módní návrhářka a filmařka, narozená v Lagosu v jihozápadní Nigérii a vyrostlá ve Spojených státech. Je známá především díky své písni „HIGH“ a jako oficiální fotografka nigerijského hip-hopového umělce Olamideho.

## Kariéra
Wavy začala svou kariéru v roce 2017 jako fotografka vystoupení na koncertě One Africa Musicfest v Houstonu v Texasu, kde se setkala s nigerijským rapperem Olamidem. Nakonec se stala jeho osobní fotografkou a kameramankou pod jménem Wavy Film. Wavy se vrátila do Lagosu v roce 2017, aby spolupracovala na vizuálních projektech s Olamidem. Krátce nato začala fotografovat další nigerijské hudebníky a vydala svou módní kolekci Azif.
V červnu 2017 zahájila Wavy svou hudební kariéru vydáním svého debutového singlu „HIGH“ (Her in Greater Heights), což vyústilo v pozvání na zahájení spolupráce pro Skeptu a jeho skupinu Boy Better Know na koncertu Homecoming Africa v Lagosu, vystupující po boku takových jako J Hus, Wizkid a Davido.
V lednu 2018 vydala svůj druhý singl „Stay“ a později ve stejném roce podepsala smlouvu s Tinie Tempah 's Disturbing London, kde u labelu vydala svůj debutový singl „Shaku“. Singl, který je hrou na populární nigerijský taneční styl známý jako Shaku-Shaku, s premiérou a recenzí na online magazínu Vogue.
V roce 2019 vydala Interlude 3 se Zamirem, třetí díl ze série meziher, které vydala od svého debutového singlu. Mezihry jsou jemnější, intimnější tvůrčí projevy, které se liší od jejích běžných inscenací. Interlude 3 produkoval Genio Bambino a vizuály byly produkovány a režírovány TSE a SAN V.
V květnu 2019 vydala Wavy the Creator „Body Deep“, desku produkovanou nizozemským producentem Spankerem, spolu s vizuály se svolením nigerijského režiséra Mejiho Alabiho.

## Diskografie

### Vybrané singly
| Jako hlavní umělkyně         | Jako hlavní umělkyně                                      | Jako hlavní umělkyně |
| Rok                          | Titul                                                     | Album                |
| ---------------------------- | --------------------------------------------------------- | -------------------- |
| 2017                         | "H.I.G.H. (Her In Greater Heights)"                       | Non-album single     |
| 2017                         | "Stay"                                                    | Non-album single     |
| 2018                         |                                                           | Non-album single     |
| "Acoustic A3 Sessions"       |                                                           | Non-album single     |
| "Shaku"                      |                                                           | Non-album single     |
| 2019                         | "Body Deep"                                               | Non-album single     |
| 2020                         | "Black Card" (featuring PsychoYP)                         | Non-album single     |
| Jako spolupracující umělkyně |                                                           |                      |
| Rok                          | Titul                                                     | Album                |
| 2017                         | "What You Like" (Omagz featuring Wavy The Creator)        | Non-album single     |
| 2017                         | "Pegasus" (Oma Mahmud featuring Wavy The Creator & Brisb) | Pink                 |
| 2018                         | "Let Me Tell You" (Robby featuring Wavy The Creator)      | Time                 |
| 2018                         | "Piac" (André Wolff featuring Ayüü & Wavy The Creator)    | Non-album single     |
| 2019                         | "DND" (Bils featuring Kida Kudz & Wavy The Creator)       | Non-album single     |